# Sonia Dietrich
Sonia Machado de Campos Dietrich (São Paulo, 27 de janeiro de 1935 — 10 de agosto de 2012) foi uma bioquímica brasileira. Sonia foi pioneira no desenvolvimento da fisiologia e bioquímica de plantas.
Comendadora da Ordem Nacional do Mérito Científico e membro da Academia Brasileira de Ciências, era professora titular do Instituto de Botânica.

## Biografia
Nascida em São Paulo, em 1935, Sônia ingressou no curso de História Natural, na Faculdade de Filosofia, Ciências e Letras da Universidade de São Paulo, formando-se em 1957. Em 1959 ingressou no Instituto de Botânica da Secretaria da Agricultura do Estado de São Paulo. Em 1960, trabalhou no grupo do bioquímico argentino Luis Federico Leloir, famoso por ganhar o Prêmio Nobel de 1970 pela descoberta do mecanismo principal da síntese de carboidratos em seres vivos.
De 1964 a 1966, Sonia trabalhou na Universidade do Wisconsin-Madison, fazendo seu doutorado em bioquímica de alcaloides, na Universidade de Saskatchewan, no Canadá, de 1967 a 1969.
Realizou estudos pioneiros na busca de polissacarídeos (especialmente os polissacarídeos de parede celular e os frutanos) de plantas nativas brasileiras. As descobertas de tais pesquisas possibilitam hoje o desenvolvimento de aplicações de polissacarídeos de plantas brasileiras em biotecnologia. Estabeleceu os princípios dos modelos biológicos de espécies nativas para os estudos fisiológicos e bioquímicos para melhor compreender os mecanismos de estabelecimentos de espécies vegetais à Mata Atlântica e ao Cerrado. Estes estudos reforçaram os esforços para a conservação da biodiversidade brasileira ao se compreender seu funcionamento.
Sonia também pesquisou os mecanismos de resposta de defesa de plantas, que são essenciais para a agricultura. De 1959 a 1992, sua aposentadoria, foi biologista e pesquisadora científica do Instituto de Botânica da Secretaria da Agricultura e Meio Ambiente de São Paulo. Foi pesquisadora visitante do mesmo instituto até sua morte, em 2012. Orientou 27 teses e dissertações ao longo de 37 anos de carreira, publicando 102 trabalhos científicos em periódicos e anais do mundo todo.
Foi a primeira coordenadora do pioneiro curso de Pós-Graduação em Biodiversidade. Membro ativo da Sociedade Brasileira para o Progresso da Ciência, do Conselho Deliberativo do CNPq e da Academia Brasileira de Ciências. Era conhecida como "Dama de Ferro", devido a seu senso crítico e luta pela estabilidade do financiamentos à pesquisa no país, além da consolidação da carreira de pesquisador e da regulamentação da carreira de biólogo.
Fundadora da Rede Latinoamericana de Botânica (RLB) e membro da Rede Latinoamericana de Biologia, (RELAB), Vice-presidente do Conselho Federal de Biologia e editora-chefe da Revista Brasileira de Botânica que se se tornou a Brazilian Journal of Botany (Springer), oficialmente registrado um dia antes de sua morte.

## Morte
Sonia faleceu em 10 de agosto de 2012 enquanto dormia. Foi velada no Hospital Albert Einstein e cremada no Crematório de Vila Alpina. Deixou três filhos e seis netos.